# هایما اتومبیل
هایما اتومبیل (انگلیسی: Haima Automobile) یکی از شرکت‌های تابعه گروه فاو است که دفتر مرکزی آن در هایکو، هاینان قرار دارد که اتومبیل‌های سواری و مینیاتوری را با برند هایما به بازار عرضه می‌کند.
در سال ۱۹۹۲ طی یک سرمایه‌گذاری مشترک توسط دولت استان هاینان و شرکت مزدا این شرکت برای عرضه خودروهای مزدا در چین تأسیس شد. در سال ۲۰۰۶ گروه فاو مالکیت این شرکت را بر عهده گرفت اما محصولات هایما هنوز دارای تکنولوژی مزدا هستند.
این شرکت در سال ۲۰۱۲ توانایی تولید ۴۰۰٬۰۰۰ خودرو در سال را داشت. در سال ۲۰۱۳ و در بازار چین ۱۵۷٬۲۴۲ دستگاه از محصولات تولیدی این شرکت به فروش رفت که آن را تبدیل به ۲۸امین برند چین (و ۱۲امین برند خودروسازی چین) از لحاظ تعداد فروش در آن سال کرد.

## نام
نام هایما کوتاه شدهٔ نام هاینان مزدا است.

## تاریخچه
این شرکت در ژانویه ۱۹۹۲ با نام هاینان مزدا موتور تأسیس شد. این شرکت یک سرمایه‌گذاری مشترک بین دولت استانی هاینان و مزدا بود که هدف آن تولید مدل‌های مزدا برای فروش در چین بود.
این همکاری مشترک تا سال ۲۰۰۶ ادامه داشت، زمانی که سهام مزدا در هاینان مزدا توسط گروه فاو خریداری شد.
پس از آن، این شرکت به یکی از شرکت‌های تابعه گروه فاو تبدیل شد. در حالی که هایما حق تولید و فروش مدل‌های قدیمی‌تر مزدا و همچنین استفاده از فناوری مزدا برای محصولات طراحی‌شده خود را حفظ کرد، اما از استفاده از نام تجاری مزدا منع شد.
در سال ۲۰۰۵، شرکت هایما اتومبیل وارد بازار سرمایه سهام الف شد.
در اوت ۲۰۰۸، هایما ساخت سومین کارخانه مونتاژ خود را در هاینان آغاز کرد. این کارخانه ظرفیت تولید ۱۰۰٬۰۰۰ دستگاه در سال را دارد.
دو کارخانه دیگر این شرکت در هایکو، هاینان و شهر ژنگژو واقع شده‌اند که هر کدام ظرفیت تولید سالانه ۱۵۰٬۰۰۰ خودرو کامل را دارند.
در آوریل ۲۰۰۹، رویترز گزارش داد که همکاری این شرکت با مزدا، که تا آن زمان پایان یافته بود، برای دریافت کمک‌های فنی ایجاد شده بود و هایما بدون رضایت مزدا خودرویی را می‌فروخت که به یکی از محصولات مزدا شباهت داشت.
در نوامبر ۲۰۱۰، کارخانه‌ای برای مونتاژ قطعات منفصل خودروهای هایما ۳ در چرکسک، روسیه توسط شرکت اتومبیل‌سازی درویز افتتاح شد.
در دسامبر ۲۰۱۶ اعلام شد که هایما قصد دارد از سال ۲۰۱۸ ساخت یک کارخانه تولیدی در بلغارستان را آغاز کند. این کارخانه دومین کارخانه یک شرکت چینی در اروپا خواهد بود که پس از کارخانه‌های لیتکس موتورز که توزیع‌کننده رسمی گریت وال موتور هستند، ساخته می‌شود. در سال ۲۰۱۹، به دلیل زیان‌های انباشته طی سال‌های گذشته، گروه هایما به صورت متوالی اقدام به فروش دارایی‌های املاک و مستغلات خود کرد و سهام مؤسسه تحقیقات خودرو هایما شانگهای و املاک هایما را منتقل نمود. با وجود تلاش شرکت برای کنترل زیان‌ها در سال ۲۰۲۰، فروش نیز کاهش یافت و شرکت با بحران حذف از فهرست مواجه شد.
در ژوئیه ۲۰۲۱، فاو ۴۹٪ از سهام شرکت فاو هایما را به شرکت هلدینگ توسعه هاینان (به انگلیسی: Hainan Development Holdings Co.Ltd) بدون هزینه انتقال داد. هایما اتومبیل مالک ۵۱٪ از سهام فاو هایما است، در حالی که هلدینگ هاینان ۴۹٪ از سهام را در اختیار دارد.
در سال ۲۰۲۳، تویوتا و هایما اتومبیل در زمینه خودروهای سلول سوختی همکاری کردند و همچنین فعالیت در حوزه اجاره خودرو را در هاینان آغاز کردند.

## محصولات

### محصولات فعلی
- هایما - ژنگژو :
  - هایما ۱ «آیشانگ» ئی‌وی - تنها نسخهٔ الکتریکی درحال تولید است
  - هایما اف‌استار میکروون
- هایما - هاینان :
  - هایما ام۳ سدان
  - هایما ام۵ سدان
  - هایما ام۶ سدان
  - هایما ام۸ سدان (۱٫۸ و ۲٫۰ لیتری)
  - هایما فریما ئی‌وی - تنها نسخهٔ الکتریکی درحال تولید است
  - هایما اس۵ یانگ سی‌یووی
  - هایما اس۵ سی‌یووی
  - هایما اس۷ سی‌یووی - قبلاً هایما ۷ نام داشت
  - هایما اف۷ ام‌پی‌وی - قبلاً هایما وی۷۰ نام داشت
  - هایما ۸اس سی‌یووی
  - هایما ۷ایکس ام‌پی‌وی

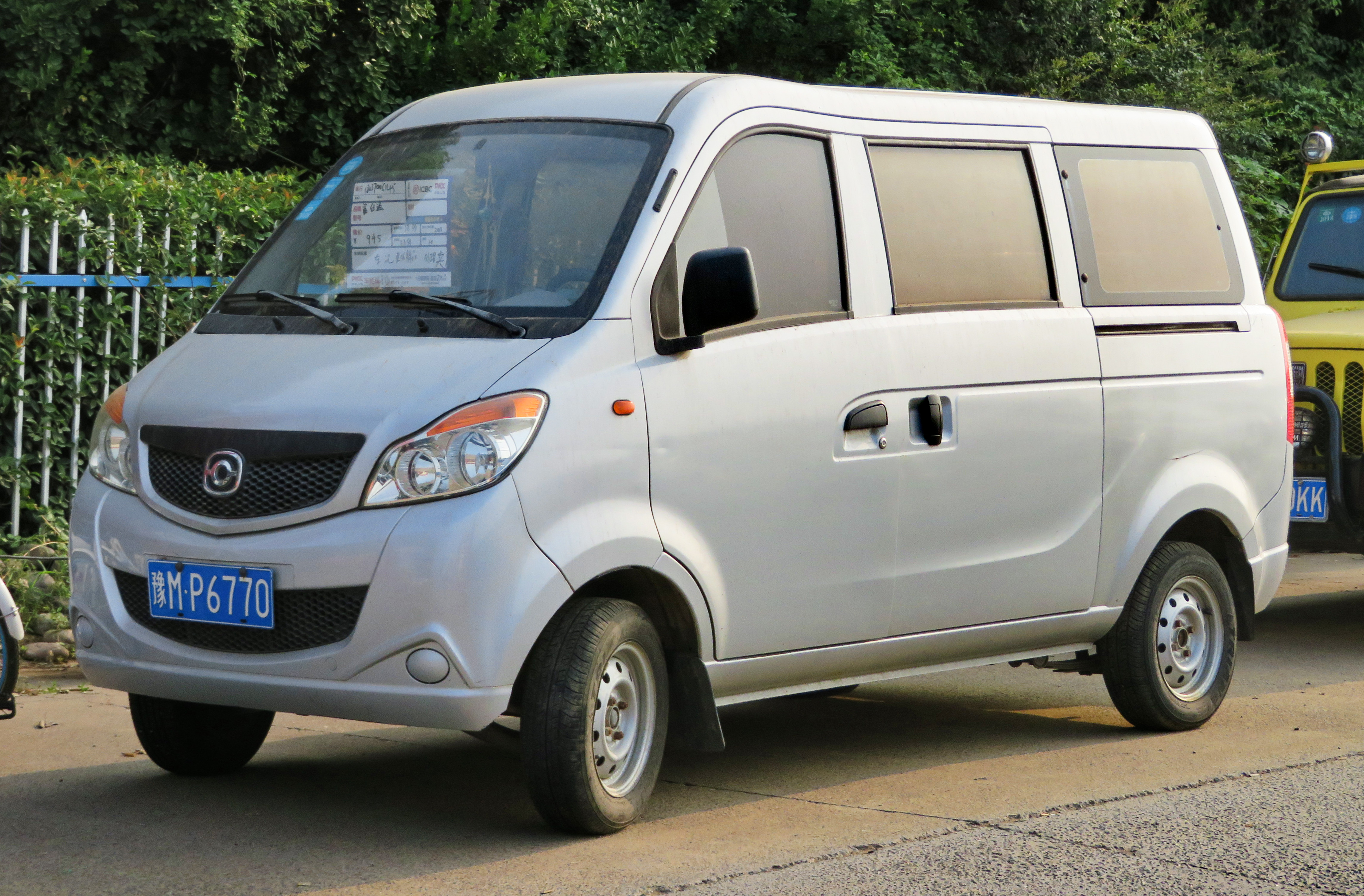
هایما اف‌ستار
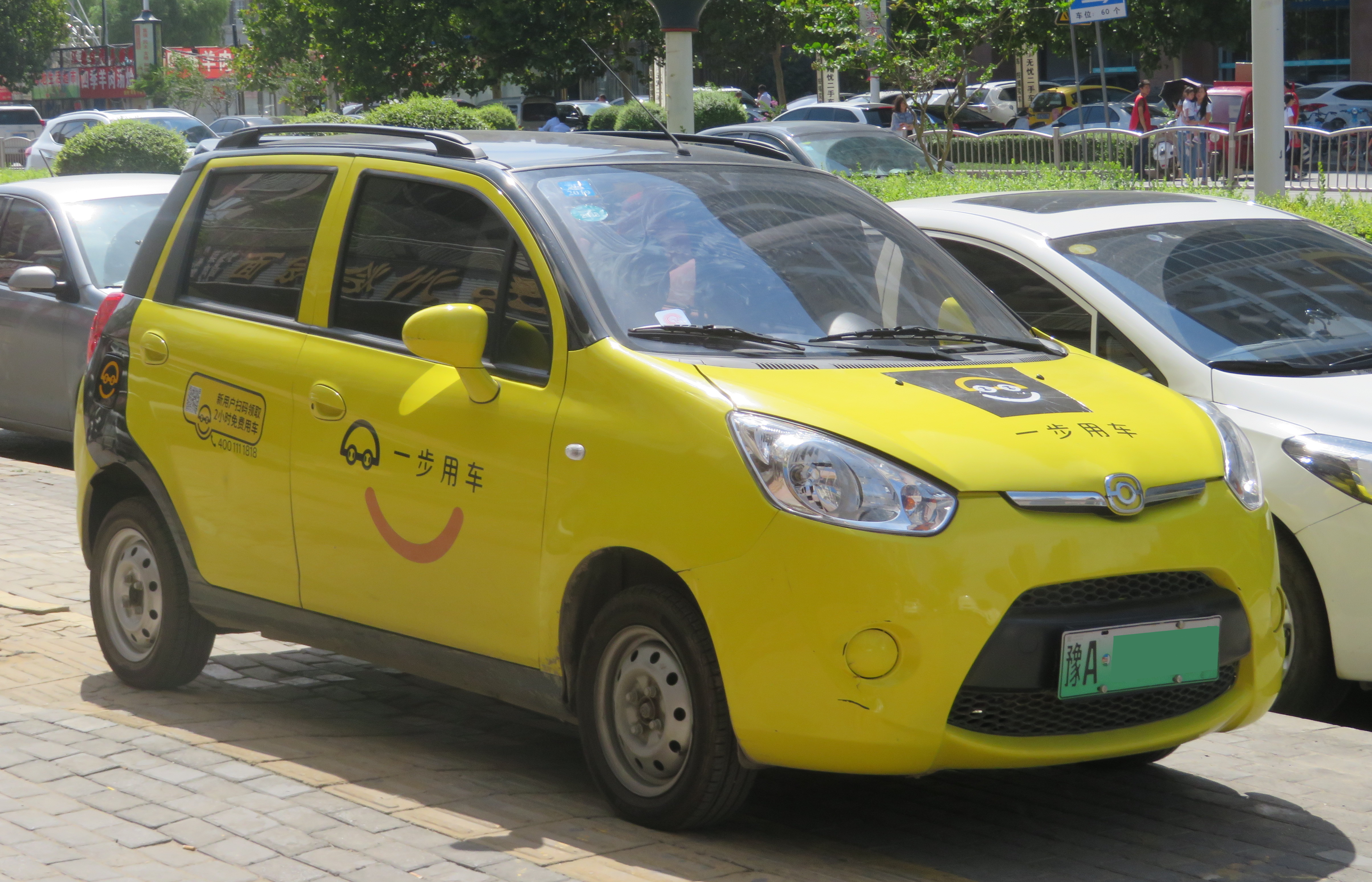
هایما ۱ «آیشانگ» ئی‌وی
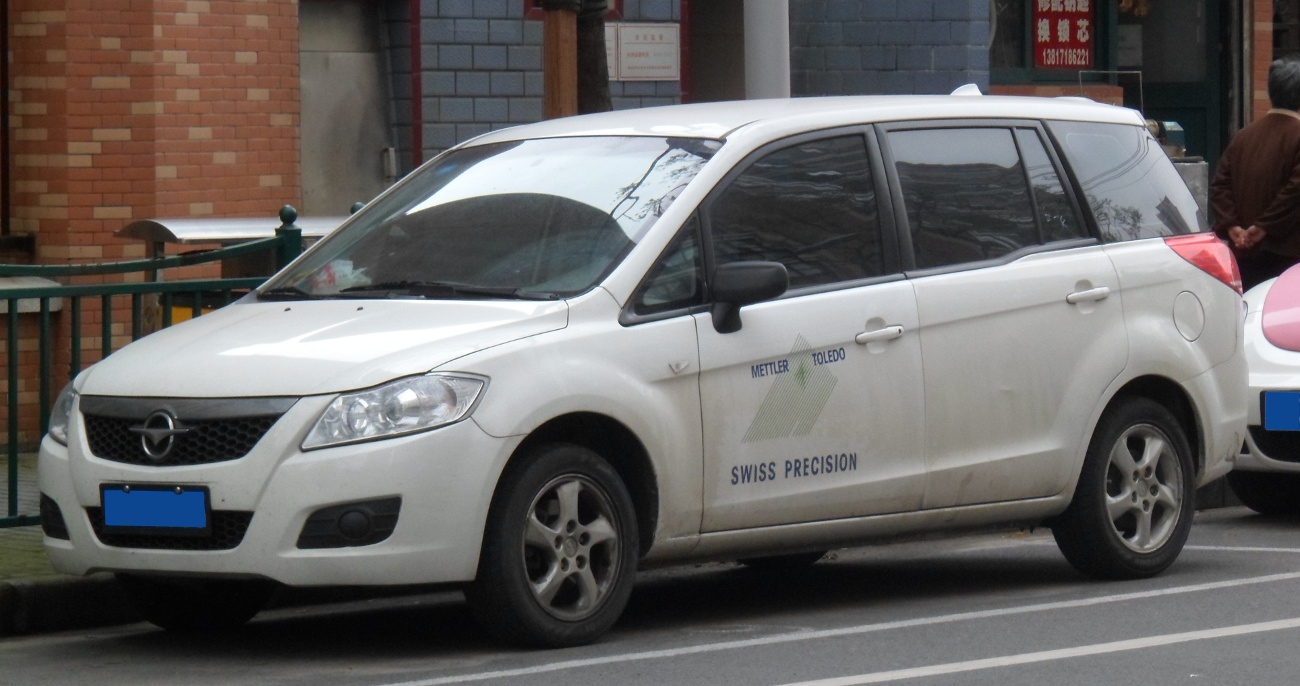
هایما فریما
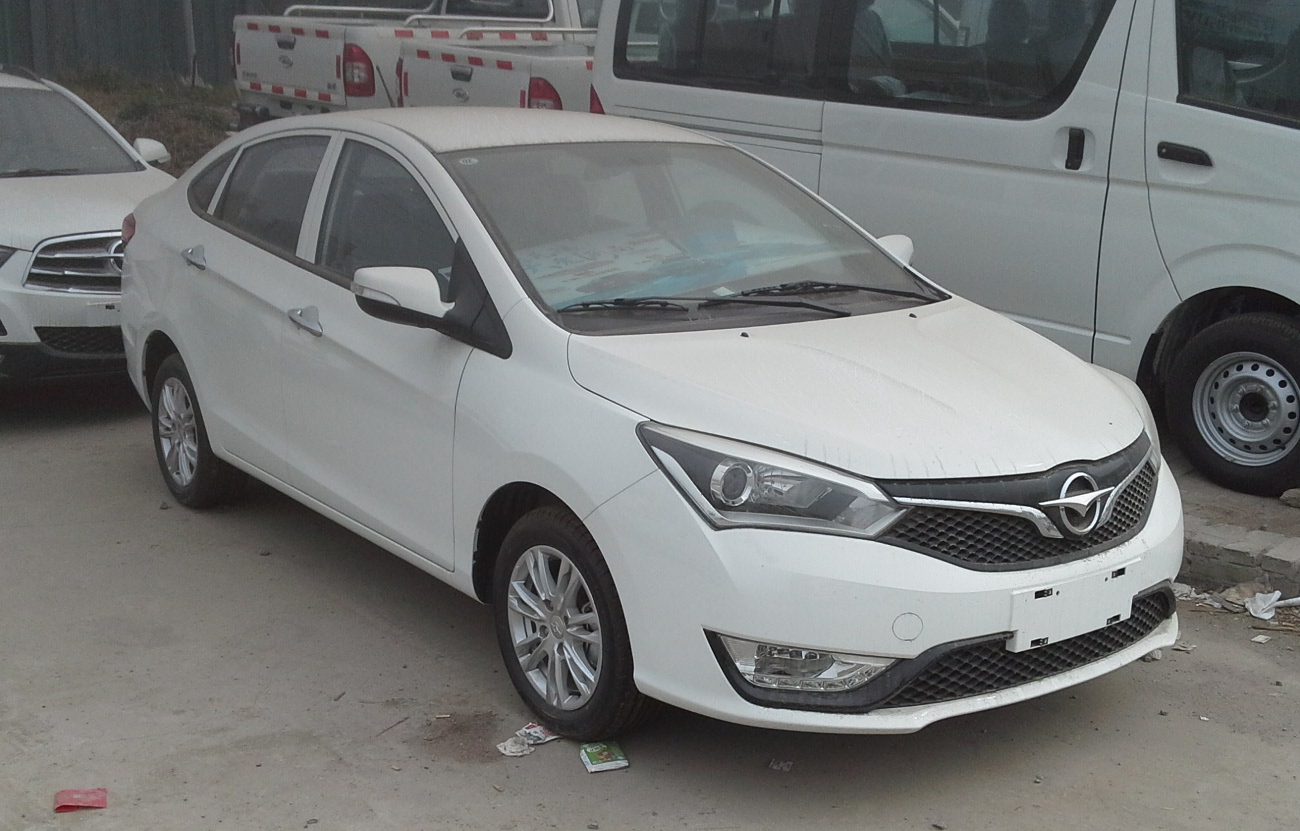
هایما ام۳
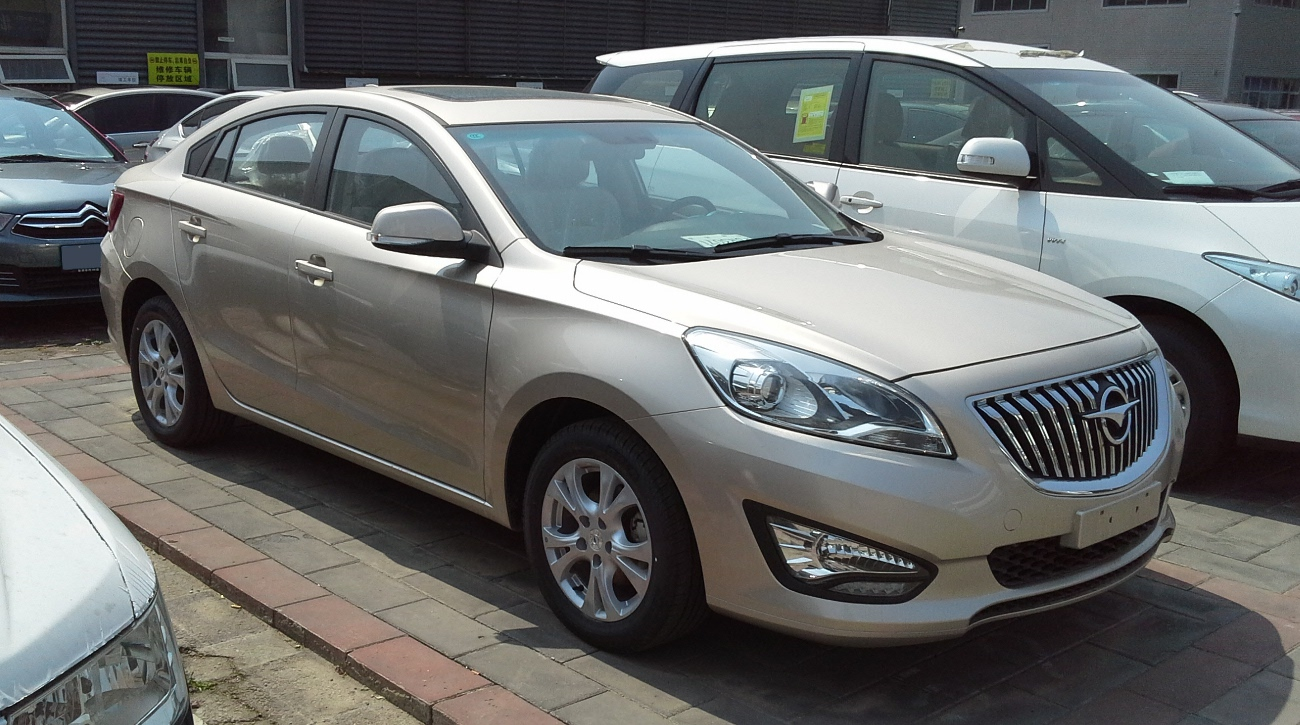
هایما ام۵
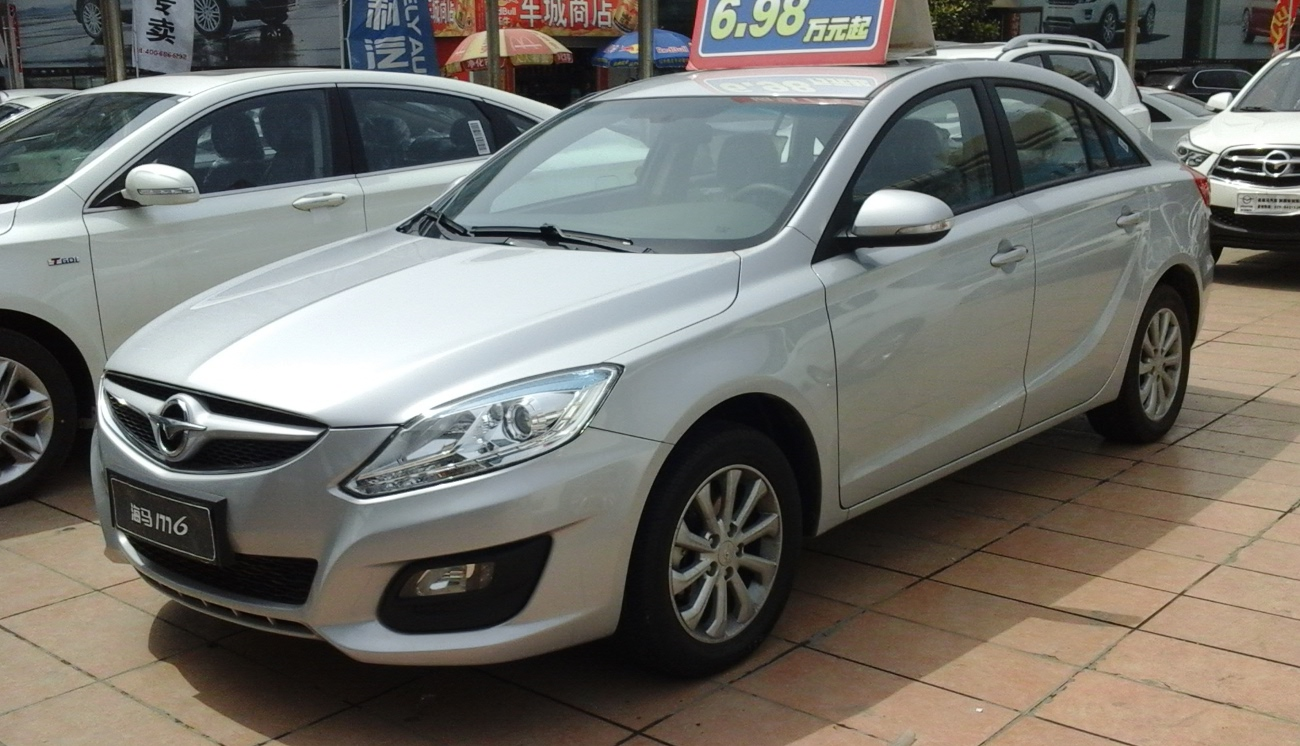
هایما ام۶
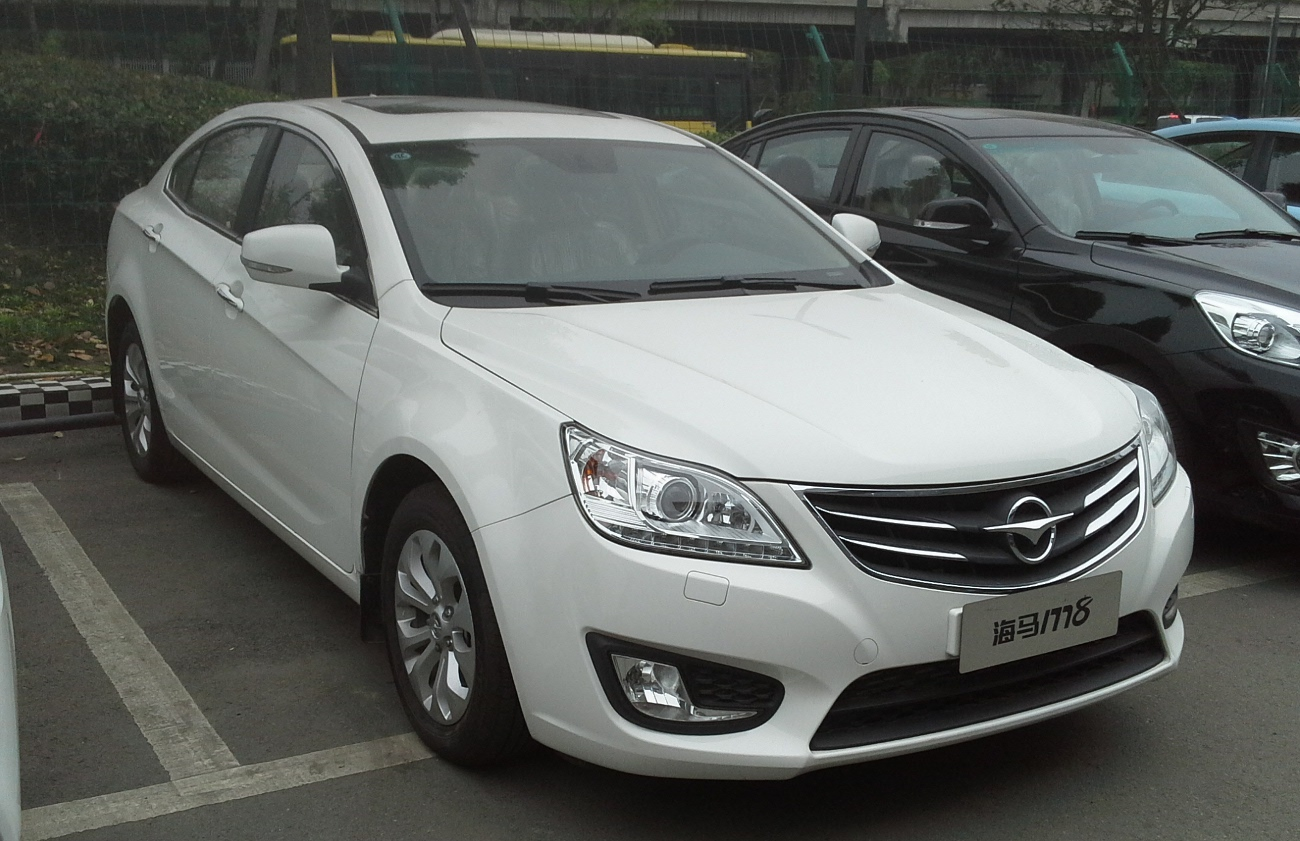
هایما ام۸
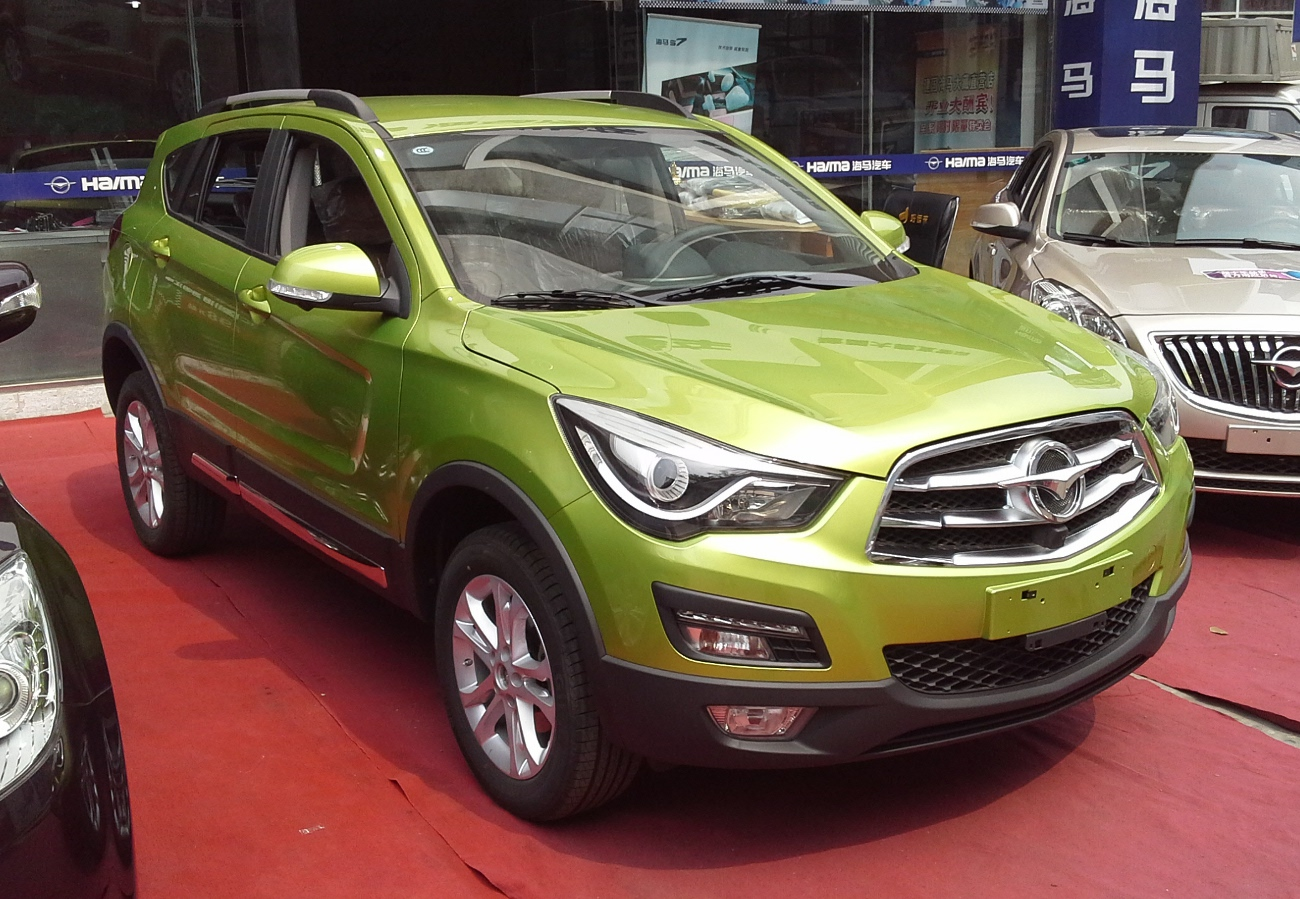
هایما اس۵
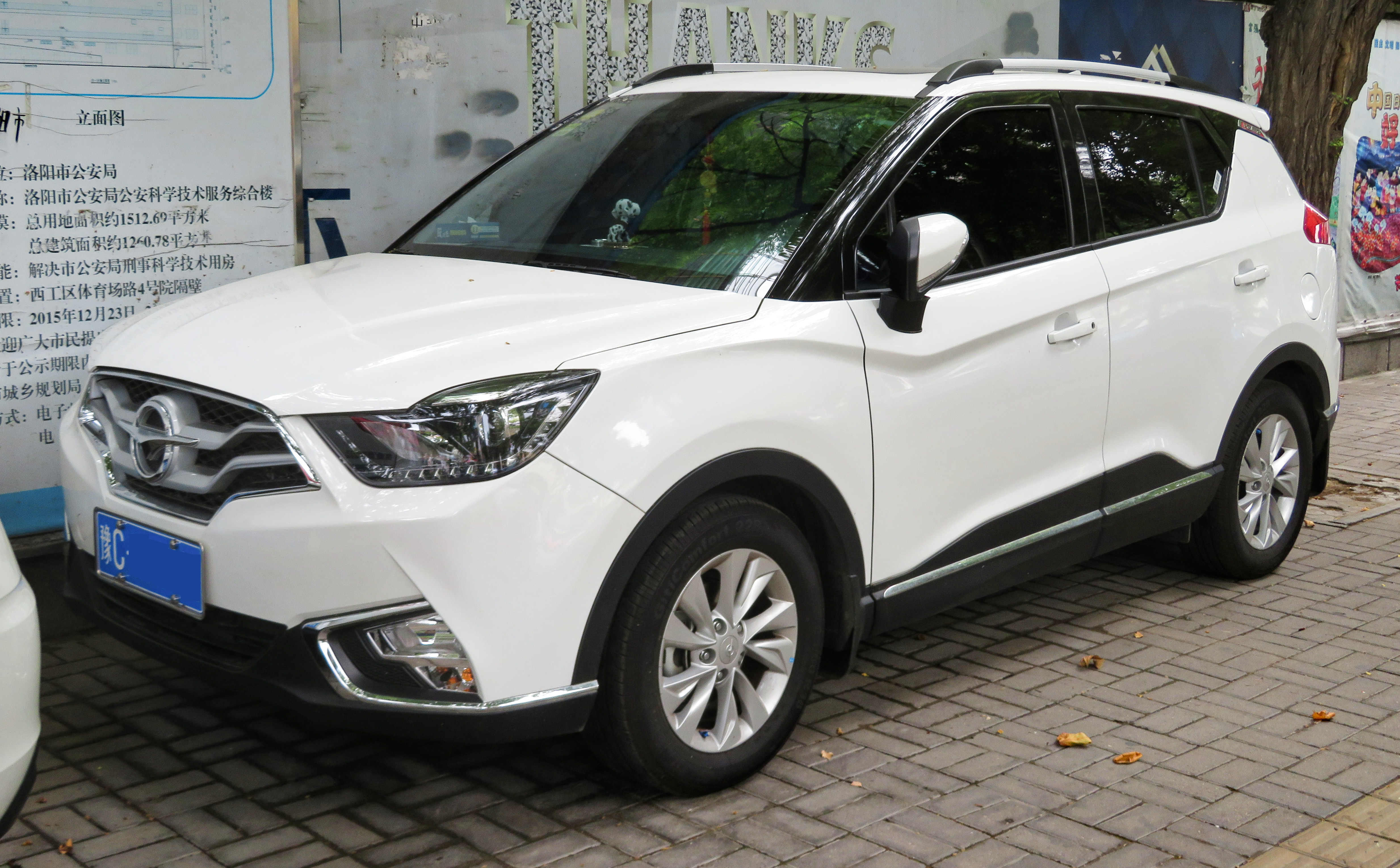
هایما اس۵ یانگ
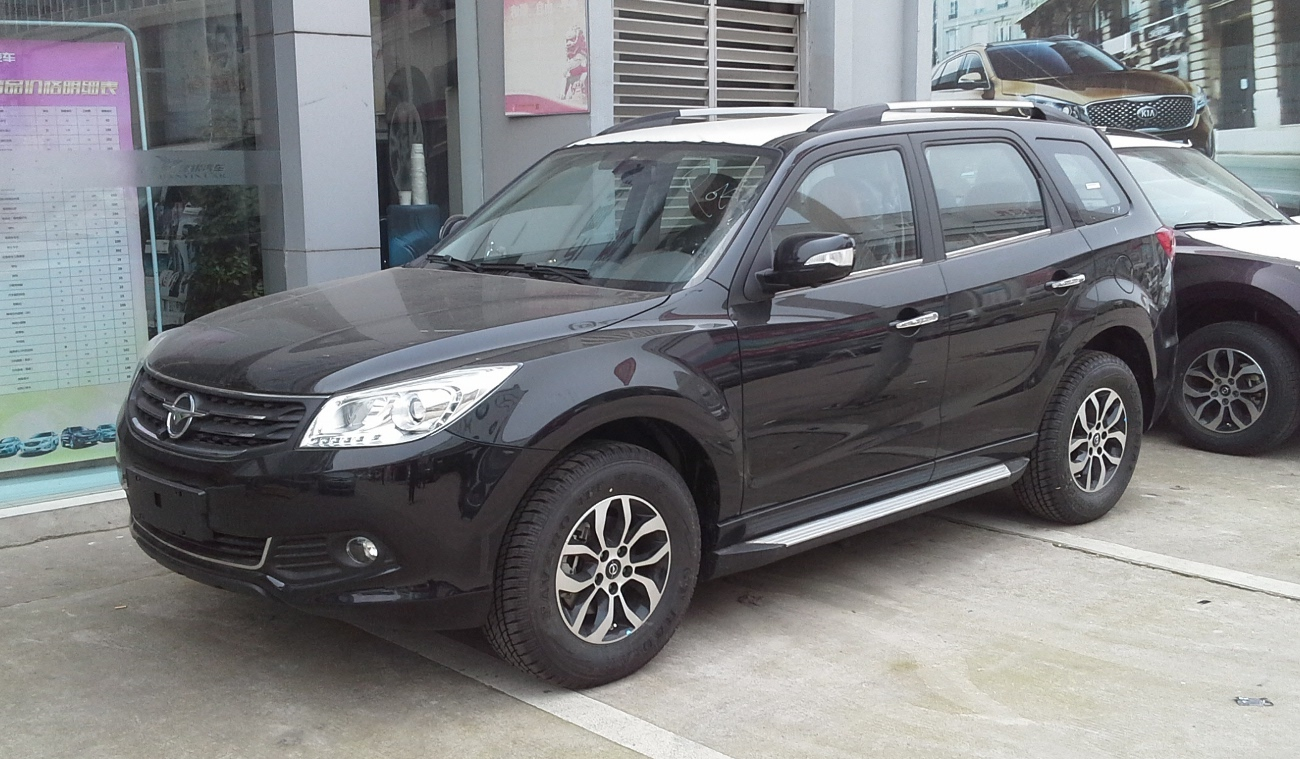
هایما اس۷
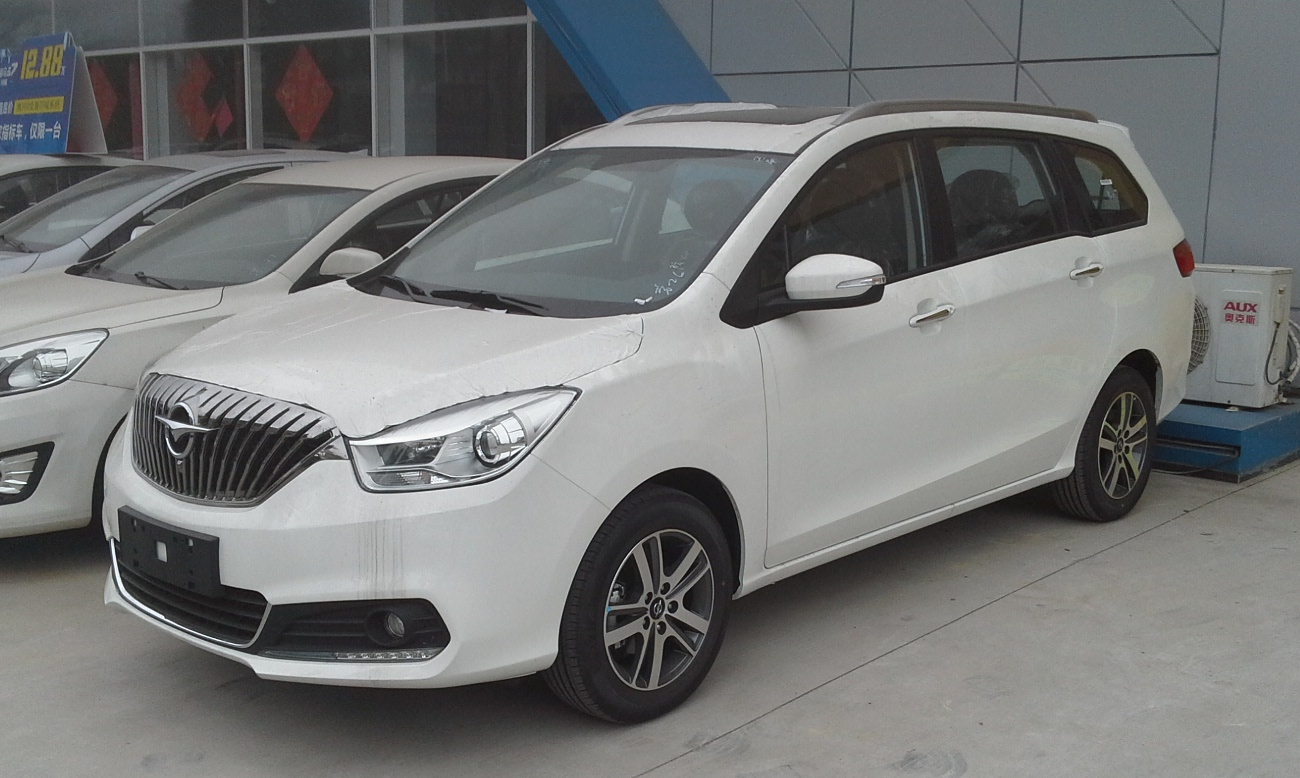
هایما اف۷
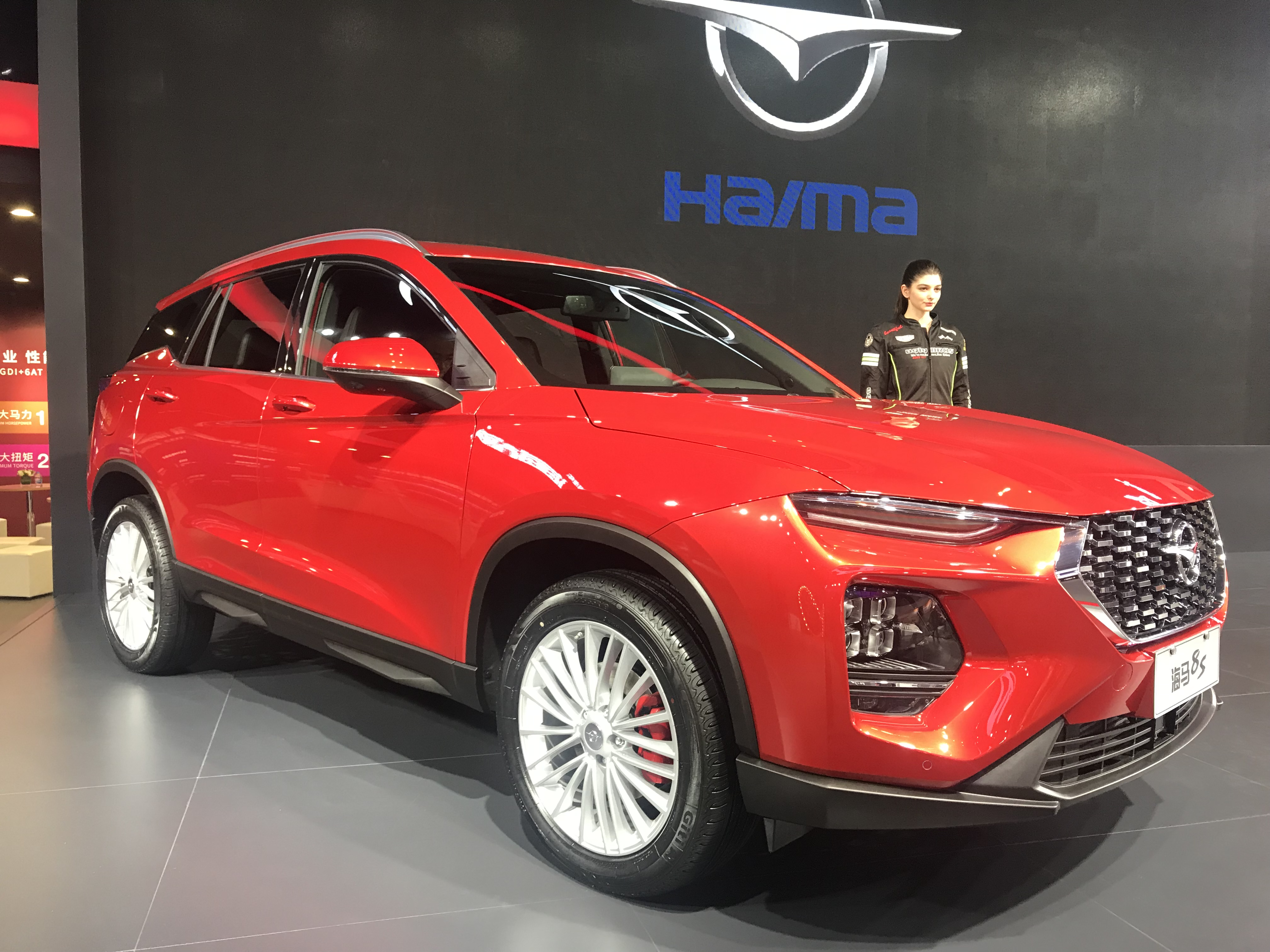
هایما ۸اس

### محصولات پیشین
- مزدا ۹۲۹
- هایما اچ‌ام‌سی۶۴۵۰ مینی‌ون (بر اساس مزدا ام‌پی‌وی سری ال‌وی)
- مزدا ۶۴۴۰ مینی‌ون
- هایما ۳ هاچ‌بک و سدان
- هایما ۲ هاچ‌بک
- هایما ۱ «آیشانگ»
- هایما ۱ «پرینس»
- هایما اچ‌ام‌سی۶۴۷۰ استیشن واگن (بر اساس مزدا لوسی)
- هایما فامیلی/هاپین (سی‌ای۷۱۳۰) سدان/فامیلی وی‌اس هاچ‌بک و سدان (بر اساس مزدا ۳۲۳)
- هایما سی‌ای۶۴۳۰ام هاچ‌بک
- هایما فریما (بر اساس مزدا ۵)

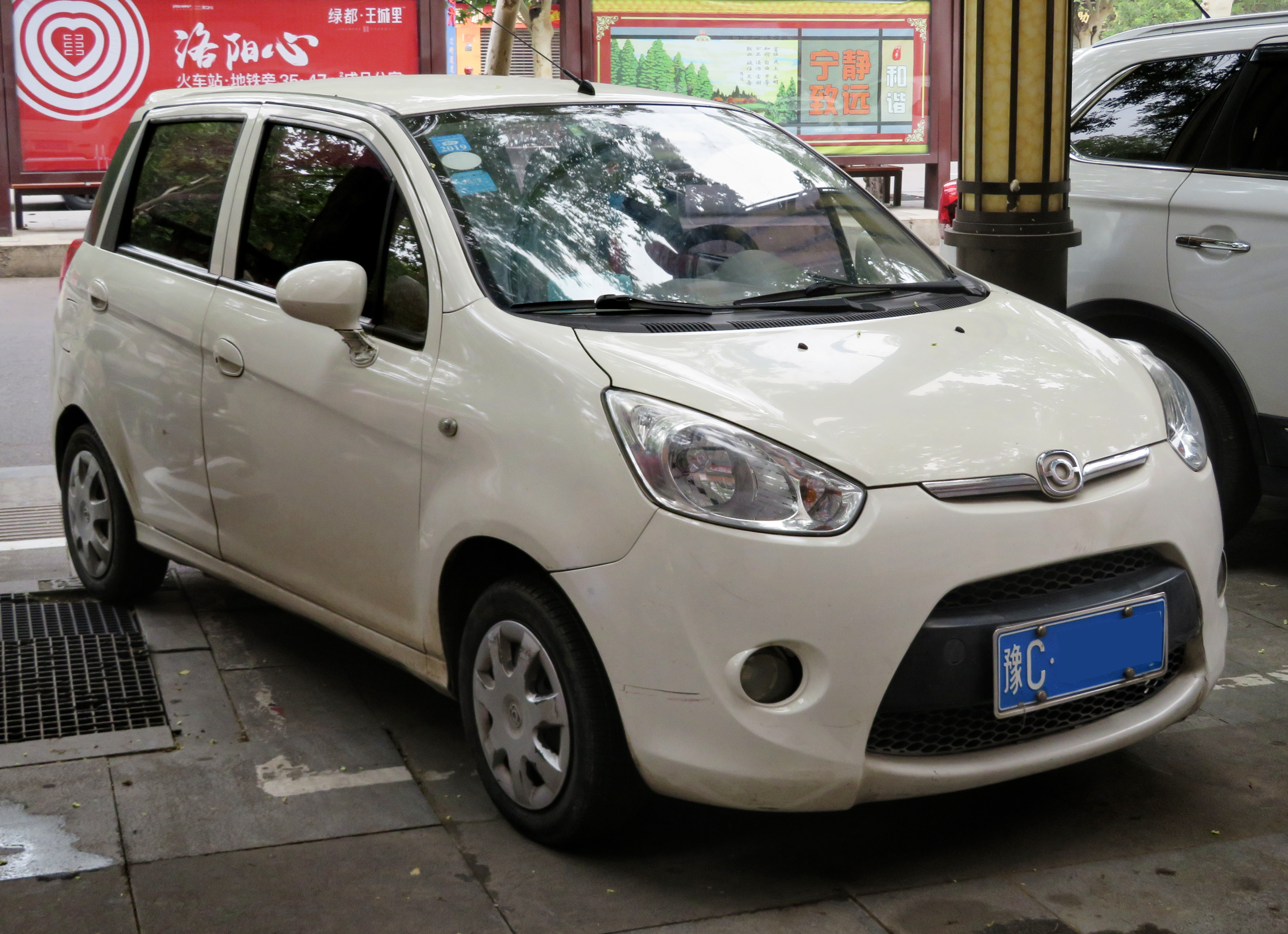
هایما ۱ «آیشانگ»
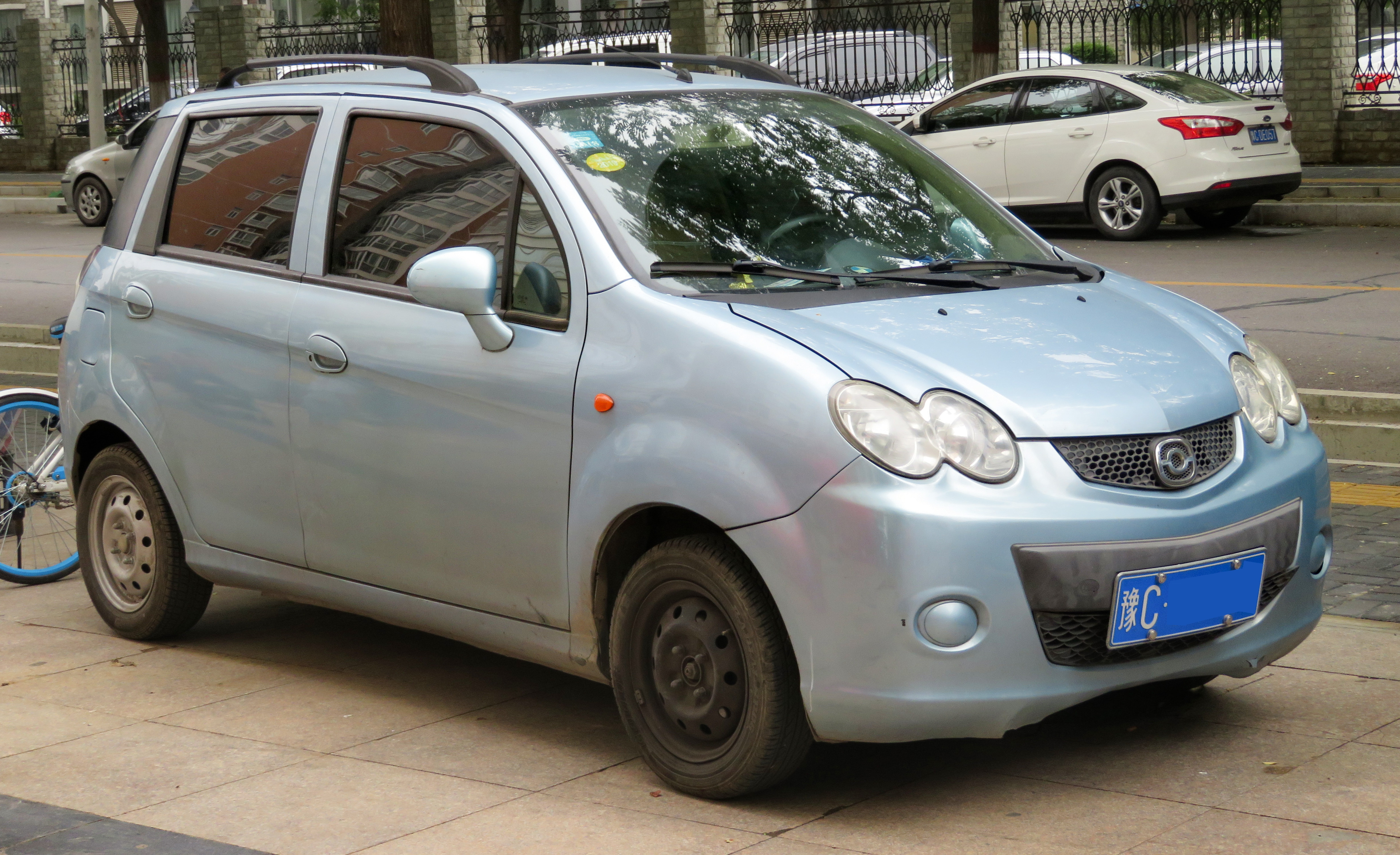
هایما ۱ «پرینس»
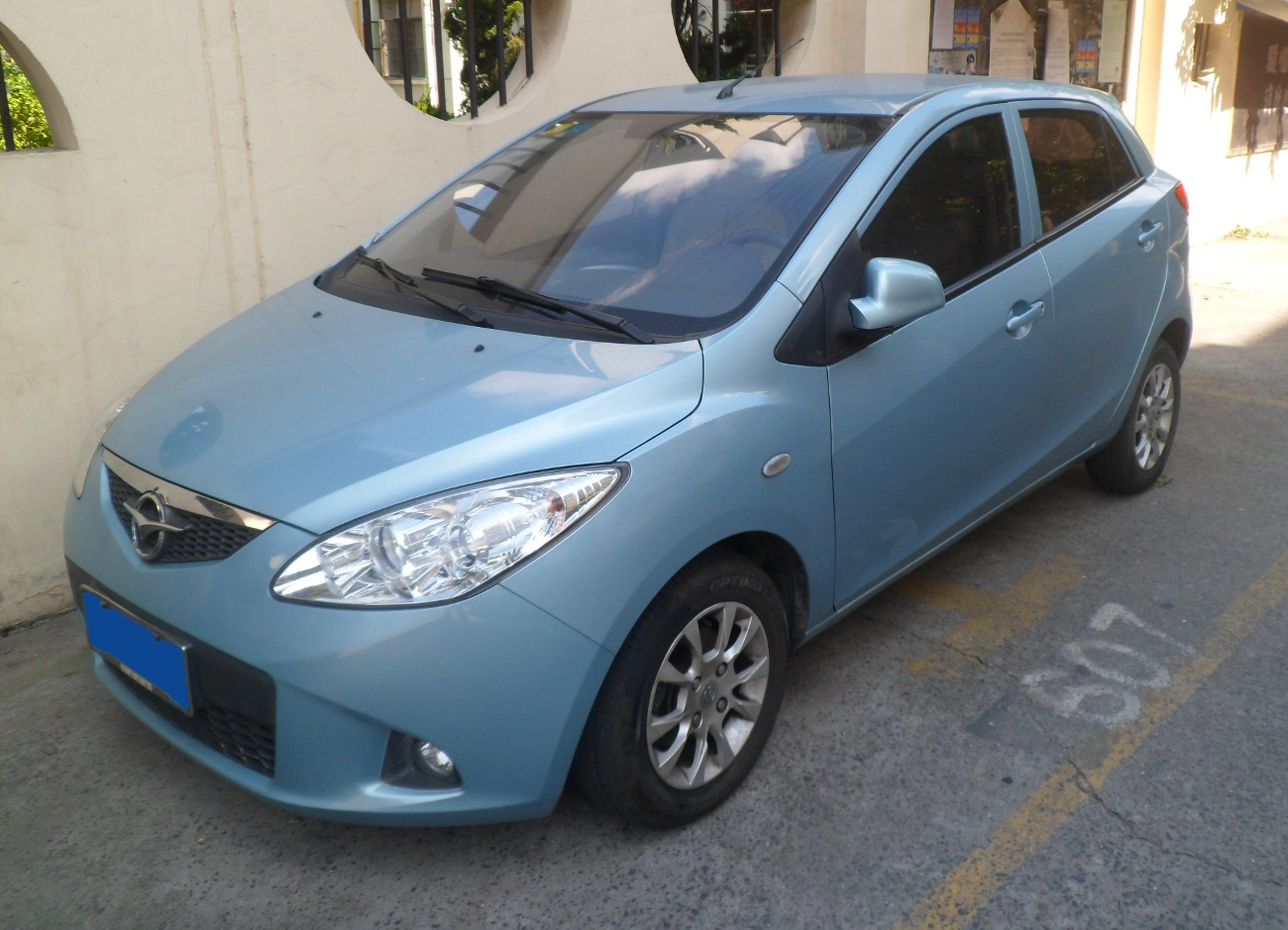
هایما ۲
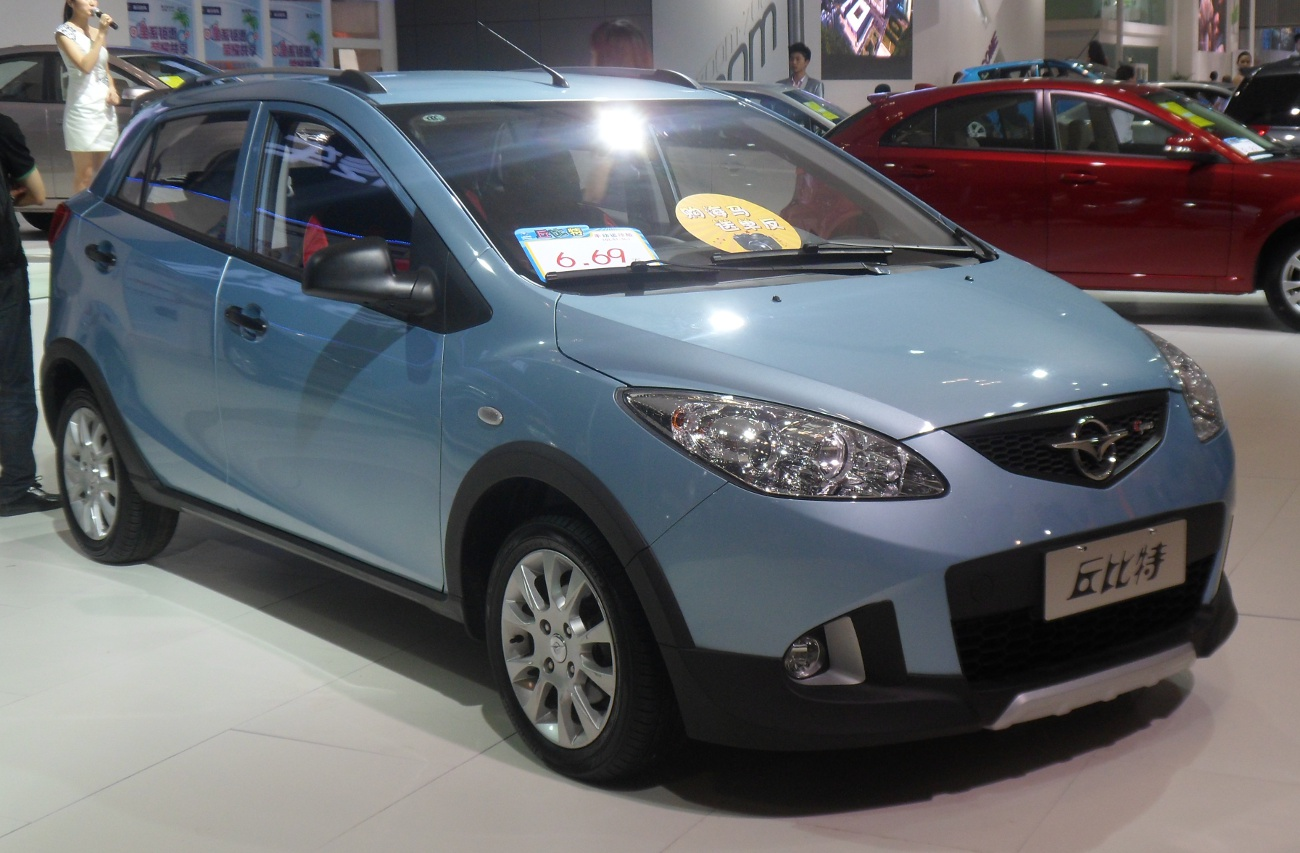
هایما ۲ سی-اسپورت
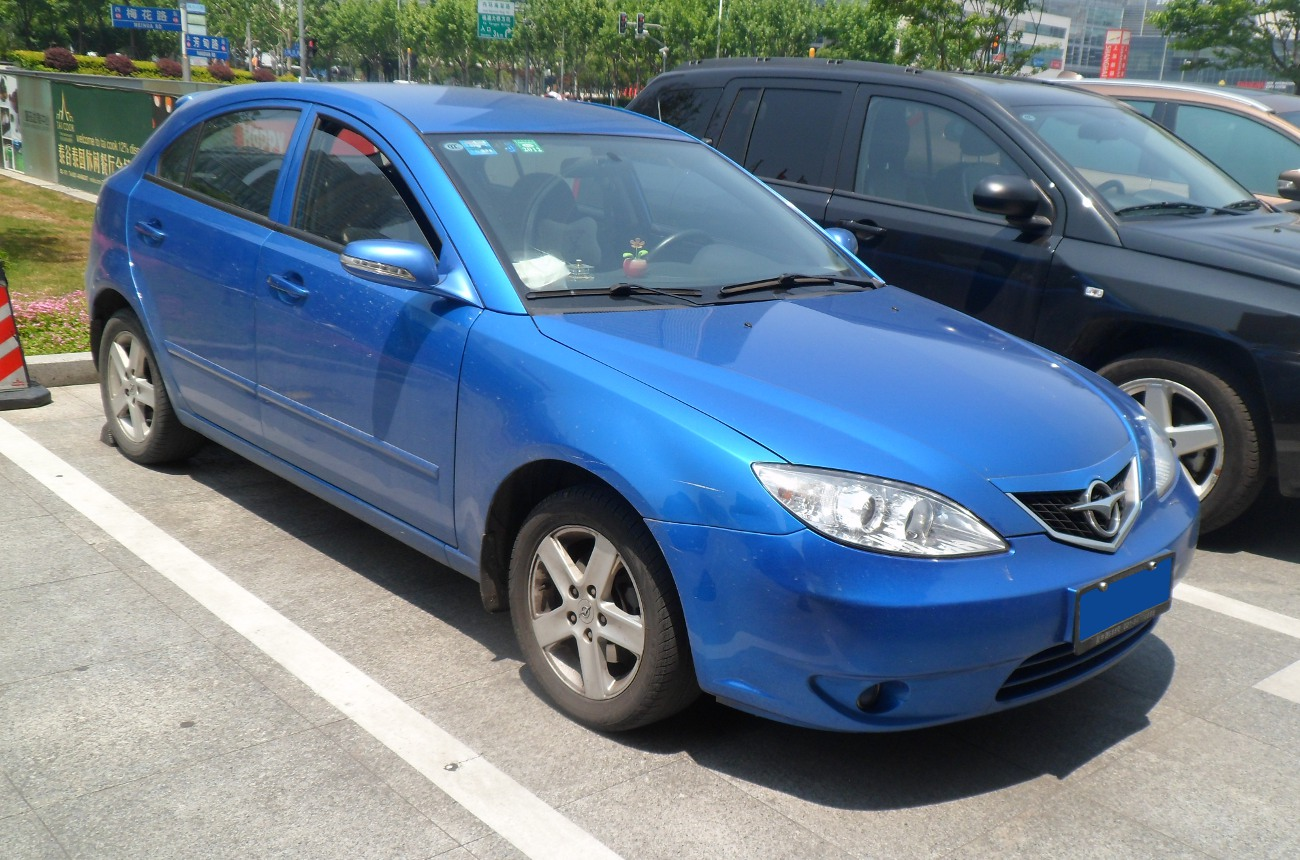
هایما ۳ هاچ‌بک
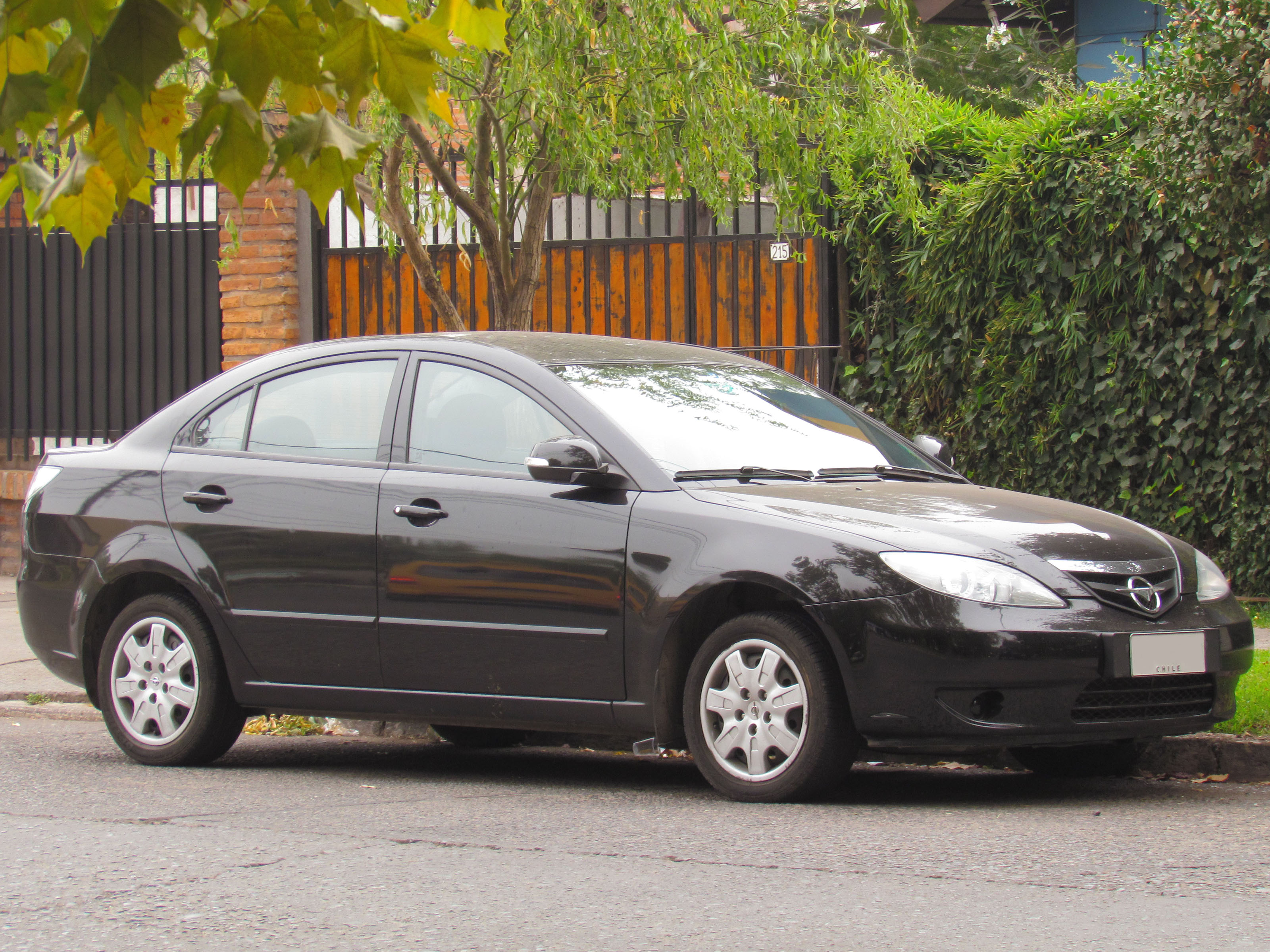
هایما ۳ سدان
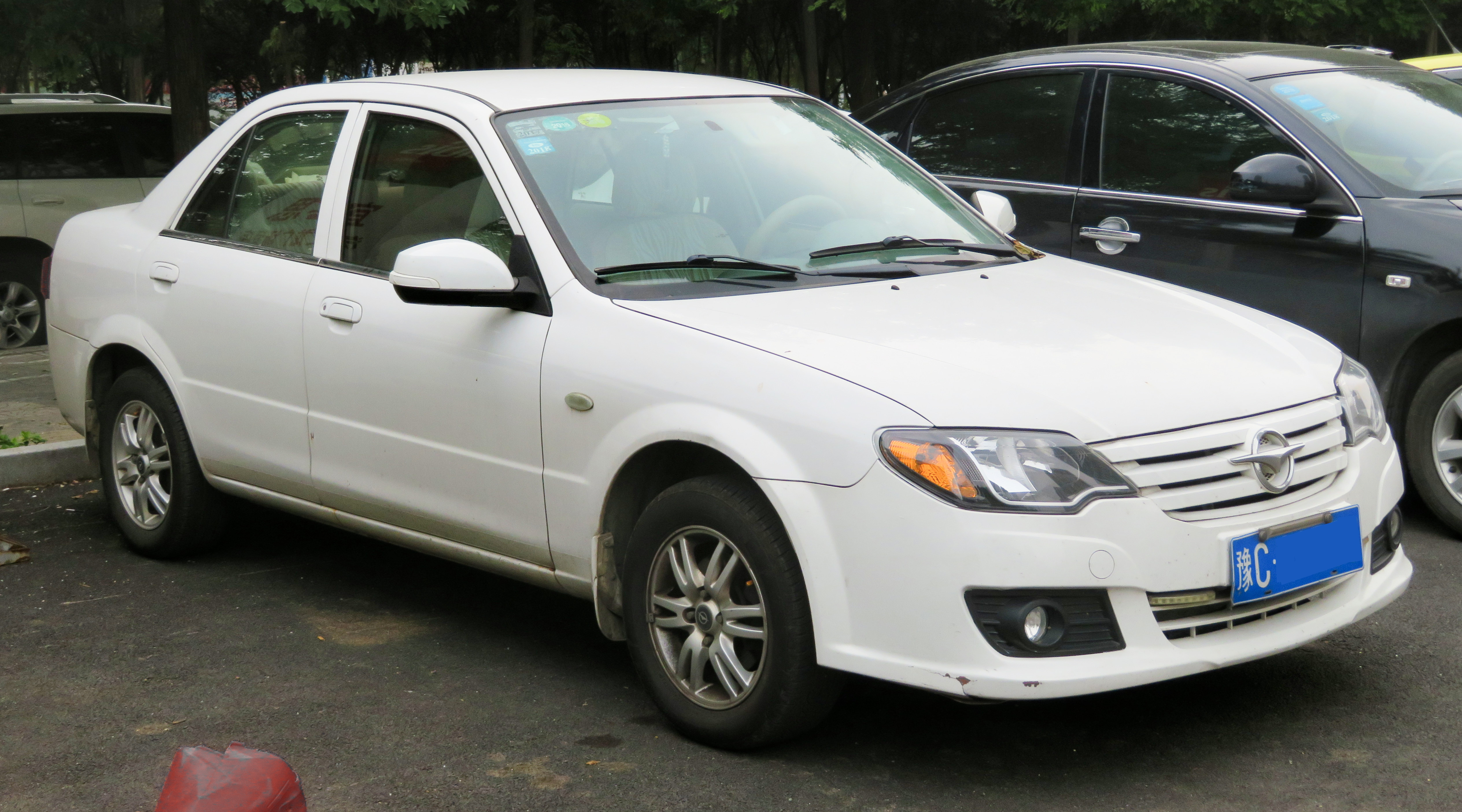
هایما هاپین
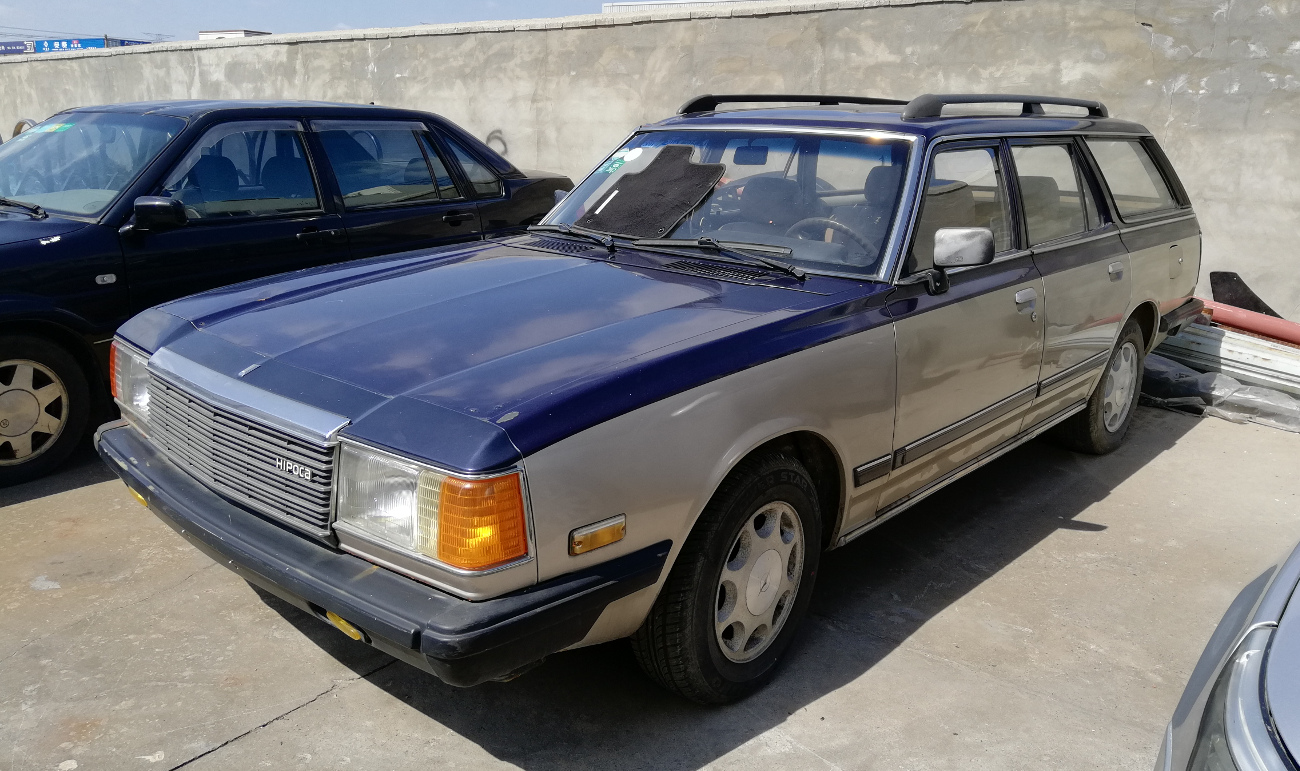
هاینان-مزدا اچ‌ام‌سی۶۴۷۰

## لوگو
لوگوی هایما یک پرنده افسانه‌ای را نشان می‌دهد که در حال عبور از خورشید است.

## ورزش‌های موتوری
هایما در مسابقات اتومبیلرانی تورینگ چین و از طریق تیم هایما فامیلی شرکت می‌کند.
- خودروی تورینگ هایما

## فروش
| سال  | فروش جهانی |
| ---- | ---------- |
| ۲۰۰۹ | ۱۱۸٬۰۰۰    |
| ۲۰۱۰ | ۲۰۰٬۰۰۰    |
| ۲۰۱۱ | ۲۳۰٬۰۰۰    |